# Ruggero Pasquarelli
Ruggero Pasquarelli, noto semplicemente come Ruggero (Città Sant'Angelo, 10 settembre 1993), è un cantante, attore e personaggio televisivo italiano naturalizzato argentino, noto per il ruolo di Federico Paccini in Violetta e quello di Matteo Balsano in Soy Luna.

## Biografia
Nasce a Città Sant'Angelo, Pescara, da Bruno e Antonella Pasquarelli, in Abruzzo il 10 settembre 1993, nonostante la sua famiglia sia di origine napoletana. Nel 2004 si iscrive ad una scuola di recitazione. In seguito, frequenta il liceo delle scienze sociali con indirizzo arti dello spettacolo dedicato a Bertrando Spaventa nel comune di Città Sant'Angelo. Dal 2009 fa parte del gruppo musicale angolano 65013, di cui Ruggero è la voce maschile e con cui pubblica alcune cover e svolge alcuni concerti fino al 2010. Ha studiato chitarra, pianoforte e canto moderno. Dal 2013 risiede in Argentina, Buenos Aires.

### 2010-2012:X-Factor,In toure altri progetti
Nel settembre del 2010 partecipa al talent show X Factor nella categoria uomini under 24 giudata da Mara Maionchi classificandosi in sesta posizione. La sua interpretazione di A me me piace 'o Blues di Pino Daniele è inserita nella X Factor 4 Compilation. In seguito, partecipa anche ad alcune manifestazioni come il Natale del Comune a Montesilvano.
È stato conduttore della seconda edizione di Social King, andato in onda su Rai 2 e Rai Gulp e anche di Cartoon Magic, andato in onda su Rai 2, stavolta condotto insieme a Ambra Lo Faro. Inoltre ha recitato nel ruolo protagonista di Tom nelle due stagioni della serie televisiva In tour insieme a Martina Russomanno e Arianna Costantin. È stato pubblicato anche un album della serie dove Pasquarelli canta alcune canzoni.

### 2012-2019: Il successo conViolettaeSoy Luna
Nel 2012 viene scelto per interpretare il ruolo di Federico nella seconda parte della prima stagione della telenovela Violetta, continuando per tutta la seconda stagione. Nel 2013 conduce insieme a Valeria Badalamenti il programma Get the Party su Disney Channel. Nel 2014 torna in Argentina per girare la terza stagione di Violetta. Nel gennaio 2015 inizia un tour con il cast della serie, con lo spettacolo Violetta en Vivo, partendo dalla Spagna e finendo a Pesaro. Nel febbraio 2015 pubblica per Mondadori il suo primo libro intitolato Mi piace! Come conquistare un ragazzo (come me).
Nel 2016 viene scelto per interpretare il ruolo di Matteo Balsano nella telenovela argentina Soy Luna, per la cui preparazione deve seguire un intenso allenamento di pattinaggio. Nel 2018 è in tournée in Europa e America Latina insieme a tutto il cast, con il quale si esibisce nelle canzoni più famose della serie. Nel 2019 è nella telenovela di Canale 13, Argentina, tierra de amor y venganza, dove interpreta Víctor "Toro" de Leone.

### 2019-in corso:Ruggero
Il 20 giugno 2019 esce il suo primo singolo Probablemente, seguito dal secondo, No te voy a fallar, pubblicato il 10 settembre. Tra ottobre e dicembre dello stesso anno intraprende il Nuestro Tour, in giro per il Sud America. Sempre nel 2019 collabora con il duo musicale argentino MYA, nel singolo Apenas son las 12. Nel marzo 2020 firma con la casa discografica Sony Music Argentina. L'8 luglio esce il suo quarto singolo intitolato Puede, il 9 settembre il suo quinto singolo intitolato Bella e il 9 ottobre collabora con il duo musicale Tres dedos in una nuova canzone intitolata Por eso estoy aquí. Vengono pubblicati altri due singoli: Dos extraños il 19 novembre e Mil razones il 17 dicembre.
Il 1º aprile 2021 esce il suo nono singolo intitolato Ùsame, in collaborazione con Dvicio. Il 26 aprile esce il suo decimo singolo intitolato Si tú no estás. Il 29 aprile pubblica il suo primo album da cantante solista intitolato Ruggero, contenente dieci brani.
Il 7 giugno 2022 viene pubblicato il suo secondo album in studio Volver a cero, contenente otto brani, tra cui i singoli Se vive solo una vida, Ya fue e Nos dejamos enseguida in collaborazione con Fabro. L'album è stato seguito da un tour avvenuto tra il 2022 e il 2023 in Sud America. L'8 giugno 2022 esce su Prime Video  Argentina la miniserie di quattro episodi Supernova, dove interpreta June. L'11 dicembre 2024 su Netflix è disponibile la serie TV Cent'anni di solitudine, adattamento dell'omonimo romanzo di Gabriel García Márquez, dove interpreta l'italiano Pietro Crespi.

## Filmografia

### Televisione
- In Tour - serie TV (2011-2012)
- Violetta - serial TV (2012-2015)
- Soy Luna - serial TV, 220 episodi (2016-2018)
- Argentina, tierra de amor y venganza - serie TV (2019)
- Supernova – serie TV, 4 episodi (2022)
- Cent'anni di solitudine – serie TV, 5 episodi (2024)

### Programmi televisivi
- 2010 –  X Factor - concorrente
- 2011 – Social King - conduttore
- 2011/2012 –  Cartoon Magic - conduttore
- 2013 – Get the Party - conduttore

## Discografia

### Album in studio
- 2021 — Ruggero
- 2022 — Volver a cero

### Singoli
- 2019 — Probablemente
- 2019 — No te voy a fallar
- 2019 — Apenas son las 12 (con MYA)
- 2020 — Puede
- 2020 — Bella
- 2020 — Dos extraños
- 2020 — Mil razones
- 2021 — Ùsame (con Dvicio)
- 2021 — Si tú no
- 2021 — Senza una donna
- 2022 — Se vive solo una vida
- 2022 — Ya fue
- 2022 — Nos dejamos en seguida (con Fabro)
- 2022 — Duela lo que duela
- 2022 — Se jodió
- 2022 — Espejo
- 2022 — Sigo aquí
- 2022 — Historial
- 2022 — Vamo pa' la playa (con Oscu, Migrantes, Nico Valdi)

### Collaborazioni
- 2020 — Por eso estoy aquí (Tres Dedos con Ruggero)
- 2021 — Avventura (Astol con Ruggero)
- 2021 — Jodidamente (Migrantes con Ruggero)
- 2022 — Alguien más (Camilù con Ruggero)

### Colonne sonore
- 2010 — X Factor 4 Compilation
- 2011 — In tour
- 2012 — Violetta: La musica è il mio mondo
- 2013 — Hoy somos más
- 2014 — Violetta - Gira mi canción
- 2016 — Soy Luna
- 2016 — Solo en tu
- 2017 — La vida es un sueño
- 2018 — Modo amar

## Teatro
- Violetta En Vivo (2012)
- Violetta En Concierto (2013-2014)
- Violetta Live (2015)
- Soy Luna en concierto (2017)
- Soy Luna Live (2017-2018)
- Soy Luna En Vivo (2018)

## Tournée
- 2019 – Nuestro Tour
- 2022/23 –  Volver a Cero Tour

## Doppiatori italiani
Nelle versioni in italiano delle opere in cui ha recitato, Ruggero Pasquarelli è stato doppiato da:
- Alex Polidori in Soy Luna[25]
- Stefano Broccoletti in Cent'anni di solitudine[26]